# Víctor Bugge
Víctor Hugo Bugge (n. 17 de julio de 1956) es un fotógrafo argentino, director de fotografía de la Casa Rosada, sede de gobierno de la República Argentina.
Comenzó trabajando en la editorial Atlántida, y en 1978 ingresó a trabajar en la Casa de Gobierno. Su padre, Miguel Bugge, también era fotógrafo (trabajó en el diario La Nación.
Las fotografías del período 1978 - 1999 fueron publicadas por la editorial Manrique Zago[cita requerida] en una obra en tres tomos, "Fotografías de Victor Bugge- 1978-1999". Sus fotos han formado parte de numerosas muestras y exposiciones, tanto individuales como colectivas.[cita requerida]
Define su fotografía como "oficial, no oficialista", ya que registra lo que ocurre en la Casa de Gobierno y a las figuras políticas.

## Galería
|                                                                  |
| De la Rúa en su despacho, con su hijo Antonio y Darío Lopérfido. |

|                                             |
| Néstor Kirchner junto a Cristina Fernández. |

|                             |
| Funeral de Néstor Kirchner. |

|                                            |
| Retrato de Cristina Fernández de Kirchner. |